# Out to Die
Out to Die je páté studiové album norské black/thrashmetalové kapely Aura Noir vydané v roce 2012. Autorsky se na albu spolupodíleli Per Husebø (Dirge Rep, ex-Gehenna, ex-Enslaved) a Gylve Nagell známý jako Fenriz (Darkthrone). Autorem obalu je Chioreanu Costin.

## Seznam skladeb
| Pořadí         | Název                     | Hudba          | Text           | Délka |
| -------------- | ------------------------- | -------------- | -------------- | ----- |
| 1.             | Trenches                  | Eide/Moe       | Moe            | 3:57  |
| 2.             | Fed to the flames         | Eide/Moe       | Eide           | 3:32  |
| 3.             | Abbadon                   | Eide/Moe       | Husebø         | 4:02  |
| 4.             | The grin from the gallows | Eide/Moe       | Eide           | 4:44  |
| 5.             | Withheld                  | Eide/Moe       | Nagell         | 3:02  |
| 6.             | Priest's hellish fiend    | Eide/Moe       | Eide           | 4:02  |
| 7.             | Deathwish                 | Eide/Moe       | Moe            | 3:31  |
| 8.             | Out to Die                | Eide/Moe       | Husebø         | 4:31  |
| Celková délka: | Celková délka:            | Celková délka: | Celková délka: | 32:37 |

## Sestava
- Ole Jørgen Moe – bicí, baskytara, zpěv (skladby 1,3,5,7)
- Carl-Michael Eide – kytara, zpěv (skladby 2,4,6,8)
- Rune Eriksen – kytara